# 耶律盆都
耶律盆都 （？—951年），辽朝宗室，契丹族。辽太祖弟耶律寅底石子。耶律劉哥的弟弟，残忍有力。
天禄元年（947年），以族属入仕，为皮皮室军详稳（将军）。天禄二年（948年），与兄长耶律刘哥、辽太宗子耶律天德等谋反，事露未果，免死，被罚出使黠戛斯国。应历元年（951年）九月，随辽世宗南下伐后周，军至祥古山（今河北宣化境），乘世宗祭父酒醉之机，参与泰宁王耶律察割的反叛，举兵入帐杀世宗。后为穆宗耶律璟擒获。事平，陵迟处死。